# Filisoma acanthocybii
Filisoma acanthocybii is een soort haakworm uit het geslacht Filisoma. De worm behoort tot de familie Cavisomidae. Filisoma acanthocybii werd in 1993 beschreven door Wang Yanyin, Wang Puqin & Wu Dinhu.